# Contea di Xishui
La contea di Xishui (习水县S, Xíshuǐ XiànP) è una contea della Cina, situata nella provincia del Guizhou e amministrata dalla prefettura di Zunyi.